# Castel San Giorgio (Castelli)
Castel San Giorgio (in croato Kaštel Sućurac, in italiano anche Castel Suciuraz) è una frazione della città croata di Castelli.
Il centro abitato si sviluppò intorno a una fortezza costruita nel XIV secolo dai Veneziani contro la minaccia ottomana. Vi sorge anche un palazzo gotico, utilizzato in passato come residenza estiva dei vescovi di Spalato.
Fra il 1941 e il 1943 Castel San Giorgio fu un comune della Provincia di Spalato, suddivisione amministrativa del Governatorato della Dalmazia, dipendente dal Regno d'Italia.